# Путилова, Евгения Оскаровна
Евге́ния О́скаровна Пути́лова (род. 5 февраля 1923, Мозырь, Гомельская область, БССР, СССР — 28 марта 2018, Санкт-Петербург, Россия) — советский и российский литературовед и литературный критик, историк русской детской литературы, один из крупнейших в мире специалистов по детской литературе. Доктор филологических наук, профессор.

## Биография
В 1947 году окончила филологический факультет Ленинградский государственный университет.
В 1954 году окончила аспирантуру по кафедре русской литературы Ленинградском государственном педагогическом институте имени М. Н. Покровского.
Работала преподавателем в техникумах и ЛГПИ имени М. Н. Покровского
С 1957 года преподавала в Ленинградском государственном педагогическом институте имени А. И. Герцена, где с 2011 по 2018 год являлась профессором кафедры языкового и литературного образования ребёнка. Ранее там же была старшим преподавателем кафедры русской литературы (1958—1960), доцентом кафедры дошкольной педагогики (1963—1978, 1992—1993) , доцентом и профессором кафедры детской литературы (1993—2011), профессором кафедры языкового и литературного образования ребенка (2011-2018).
В 1993 году в Институте русской литературы РАН (Пушкинском Доме) защитила диссертацию на соискание учёной степени доктора филологических наук «Пути развития русской литературы для детей XIX - нач. XX вв.: (Проблемы традиции)» (специальность 10.01.01. — русская литература). Официальные оппоненты — доктор филологических наук А. А. Горелов, доктор педагогических наук, профессор Н. М. Дружинина и доктор филологических наук, профессор Б. Ф. Егоров. Ведущая организация — Санкт-Петербургский государственный институт культуры.
В 1995 году присвоено учёное звание профессора.
Член Союза писателей Санкт-Петербурга, международного общества детской книги ABBY и Международного общества исследователей литературы.
Автор более 150 научных трудов. Неоднократно выступала на конференциях в Швеции, Германии, Польше, Финляндии. Её работы переведены на японский язык.
Муж — фольклорист, доктор филологических наук Б. Н. Путилов (1919—1997).

## Научная деятельность
Исследователь русской поэзии и открыватель забытых имен (Л. Н. Модзалевский, К. А. Петерсон, М. А. Пожарова, А. А. Пчельникова и др.); ею было установлено авторство сотни стихотворений XVIII века, десятки — XIX века; введены в литературу важные факты, нашедшие отражение в современных энциклопедиях, посвященных русским писателям XVIII — середины XX вв. Благодаря публикациям Е. О. Путиловой в круг современного детского чтения вошли стихотворения, написанные для детей О. Мандельштамом, Н. Заболоцким, И. Бродским, проза М. М. Зощенко, автобиография Г. Сапгира.
Автор монографий о творчестве А. П. Гайдара и Л. Пантелеева.
Подготовила в изданию собрание сочинений Л. А. Чарской в 8-ми томах.
Фундаментальным трудом является антология русской поэзии для детей: однотомник «Русская поэзия детям» (1989), двухтомник с тем же названием (1997) и, наконец, трехтомник «Четыре века русской поэзии детям» (2013), презентация которого прошла 8 апреля 2014 года Конференц-зале Зимнего сада Фундаментальной библиотеки РГПУ имени А. И. Герцена. В 2015 году вышла в свет книга «Золотых ступенек ряд. Книга о детстве и книги детства». Последний опубликованный труд книга «Мой рыцарь» (составитель, автор вступительной статьи и примечаний), содержащая ранние стихи М. И. Цветаевой (Детгиз, 2018).

## Награды
- Медаль «За доблестный труд в Великой Отечественной войне 1941-1945 гг.» (1989)[2]
- Медаль «В память 300-летия Санкт-Петербурга» (2005)[2]
- Почётный профессор РГПУ имени А. И. Герцена (2008)[2].

## Отзывы
Профессор кафедры русской литературы Петрозаводского государственного университета С. М. Лойтер отмечает, что «Е. О. Путилова соединила в одном лице исследователя, критика, текстолога, комментатора, публикатора и просветителя».

## Научные труды
- Путилова Е. О. О творчестве А. П. Гайдара: (Очерки) / Дом дет. книги Детгиза. Ленингр. филиал. — Л.: Детгиз [Ленингр. отд-ние], 1960. — 168 с.
- Путилова Е. О. Л. Пантелеев: Очерк жизни и творчества. — Л.: Советский писатель. Ленингр. отд-ние, 1969. — 215 с.
- Путилова Е. О. История критики советской детской литературы, 1929—1936 гг.: Учебное пособие / Ленингр. гос. пед. ин-т им. А. И. Герцена. — Л.: ЛГПИ имени А. И. Герцена, 1975. — 98 с.
- Путилова Е. О. Очерки по истории критики советской детской литературы, 1917—1941. — М.: Детская литература, 1982. — 175 с.
- Путилова Е. О. …Началось в республике Шкид : Очерк жизни и творчества Л. Пантелеева : Для сред. и ст. шк. возраста. — Л.: Детская литература: Ленингр. отд-ние, 1986. — 126 с. 100000 экз.
- Любимые стихи моей прабабушки, когда она была маленькая : [Для дошк. и мл. шк. возраста] / Сост. Е. О. Путилова. — М. : Науч.-произв. комплекс "ИМИДЖ* Творч. мастерская «Кредо», 1992. — 47 с. ISBN 5-7268-0021-4
- Путилова Е. О. Детское чтение — для сердца и разума : очерки по истории детской литературы / под ред. С. А. Гончарова ; Рос. гос. пед. ун-т им. А. И. Герцена. — СПб.: Изд-во РГПУ имени А. И. Герцена, 2005. — 402 с. ISBN 5-8064-0957-0
- Путилова Е. О. Золотых ступенек ряд: книга о детстве и книги детства. — СПб.: Дом детской книги, 2015. — 310 с. ISBN 978-5-9905807-6-3 : 1000 экз.
- Детская литература: учебник для использования в учебном процессе образовательных учреждений, реализующих программы среднего профессионального образования по специальностям «Дошкольное образование», «Преподавание в начальных классах» / Е. О. Путилова и др. ; под ред. Е. О. Путиловой. — 6-е изд., стер. — М.: Академия, 2016—431 с. (Профессиональное образование. Профессиональный модуль: преподавание по программам начального и дошкольного образования) ISBN 978-5-4468-3679-6 : 1000 экз.